# Клаптева релігія
Клаптева релігія (англ. patchwork religion) — концепт у соціології релігії, запропонований американським соціологом Робертом Вазноу. Зміст клаптевої релігії полягає в тому, що людина (або релігійний напрям) формує унікальний релігійний світогляд, використовуючи елементи з різних традицій, іноді також додаючи до них власний релігійний досвід. Теорія клаптевої релігії, певною мірою, наближена до теорії бріколажу, а також до теорії плюралізації Пітера Бергера.

## Погляд Роберта Вазноу на клаптеву релігію
Роберт Вазноу (1946 р.н.) є головою кафедри соціології та директором Центру дослідження релігії Принстонського університету (США). Серед його відомих праць — «Продукування Сакрального: Есе про громадську релігію» (Producing the Sacred: An Essay on Public Religion, 1994) «Після неба: Духовність в Америці з 1950-х років» (After Heaven: Spirituality in America Since the 1950s, 1998), «Америка та виклики релігійного різноманіття» (America and the Challenges of Religious Diversity, 2005), «Безмежна віра» (Boundless Faith, 2009), «Проблема Бога: Вираження віри та буття розумним» (The God Problem: Expressing Faith and Being Reasonable, 2012) та ін. У своїй книзі «Після неба» Р. Вазнов звертає увагу на те, що сучасні американці, залишаючись лояльними до офіційної позиції свого релігійного напрямку (здебільшого, християнського чи юдейського), вибудовують кожен власну версію релігійності.
«Наприкінці двадцятого століття все більша кількість американців складає докупи власну віру ніби клаптеву ковдру. Духовність стала великим пошуком, де кожна особа шукає на власному шляху»

## Індивідуальна та колективна форми прояву клаптевої релігії
Концепт «клаптева релігія», з одного боку, позначає унікальні релігійні уявлення кожного вірянина, які він бере з різних релігійних традицій і світоглядів та з яких формує власну релігійну картину світу. В такому сенсі людина може залишатися, наприклад, католиком, але бути католиком на свій унікальний лад, додаючи до католицької доктрини та релігійної практики щось, або щось відкидаючи. З іншого боку, терміном «клаптева релігія» може позначатися ситуація, коли представники релігійної традиції включають до неї певні ритуали чи уявлення, властиві іншій традиції, яка домінувала серед цих людей раніше. Це пояснює наявність у релігійній традиції двовір'я, марновір'я, які є інтерполяціями до оригінальної релігійної традиції, але внесені не окремим вірянином, а внаслідок перебігу історичного процесу. Деякі дослідники, що використовують термін «клаптева релігія», припускають, що такою завжди є народна версія релігійної традиції (наприклад, народний католицизм відрізняється від офіційного якраз такими інтерполяціями, що свідчать про присутність «клаптевої релігії»). Обидва значення «клаптевої релігії» свідчать про приєднання до релігійної традиції не властивих їй елементів, або про відмову визнавати в ній елементи, які їй властиві — така позиція може належати окремій персоні, або групі.